# Viktor Guinzbourg
Pour les articles homonymes, voir Guinzbourg.
Viktor Guinzbourg (anglais : Victor Ginzburg), né le 6 avril 1959 à Moscou (RSFS de Russie) est un réalisateur, scénariste et producteur de cinéma soviétique puis russe naturalisé américain,,.

## Biographie
En 1974, il émigre aux États-Unis avec sa mère, Emilia Efraimovna Los, professeur de français. Il vit à New York.
En 1979, il s'inscrit à l'école de cinéma de la School of Visual Arts de New York. Son court métrage d'étudiant Hurricane David (1983) a remporté le premier prix du Mason Gross Film Festival à Syracuse et a été remarqué pour la création de son propre style cinématographique.
Au cours de sa troisième année à l'institut, Guinzbourg commence à travailler comme réalisateur de clips publicitaires, collaborant avec des marques telles que Visa, Coca-Cola, Procter & Gamble et d'autres. Parallèlement à la publicité, Guinzbourg tourne des vidéos musicales d'auteur pour des groupes naissants, ce qui lui donne une totale liberté de création. En 1985, Guinzbourg a réalisé un court métrage intitulé Alien Probe pour la chanson Blue Monday de New Order. Par la suite, ses vidéos ont commencé à être diffusées sur MTV et d'autres chaînes musicales. Le clip Maybe It's Stupid pour Bob Pfeiffer a été nommé au « meilleur clip vidéo » au NY Film and TV Festival 1988.
Depuis, Guinzbourg réalise plus de 40 vidéos musicales pour divers artistes, dont : Pat Benatar (« Let's Stay Together », 1989), Jody Watley (« Everything », 1989), Michael Monroe (« Man with No Eyes », 1990), Klymaxx (« Private Party », 1990), Belinda Carlisle, Lou Reed, Robbie Robertson, Yngwie Malmsteen, le groupe « Gorky Park » et d'autres.
En 1991, Guinzbourg réalise une série d'épisodes télévisés pour la série documentaire Real Sex, sur la révolution sexuelle en Russie, commandée par HBO et Playboy. L'expérience du travail dans le domaine de la télévision l'incite à approfondir le sujet. C'est ainsi qu'est né Le Jardin remuant (1993)[3], un documentaire expressionniste situé au tournant de l'époque, qui dépeint les derniers jours de l'Union soviétique à travers une galerie de personnages féminins, nus corps et âme. Le film a été projeté dans de nombreux festivals internationaux, recevant une mention spéciale à l'IDFA d'Amsterdam et à la Mostra de São Paulo,. En avril 2021, une copie restaurée du film Le Jardin remuant de Viktor Guinzbourg a été projetée à l'Artdokfest.
En 1995, Viktor Guinzbourg fonde Room, une société cinématographique à Venice Beach, en Californie. La société produit des travaux de post-production pour des marques et des artistes tels que P-Diddy, 50 Cent, Alicia Keys, Bob Dylan, Pink, George Michael et d'autres.
En 2004, Guinzbourg commence à travailler sur le scénario du film Génération P, basé sur le roman du même nom de Viktor Pelevine. Le tournage commence en 2006 à Moscou. Guinzbourg est à la fois réalisateur et producteur du film,. La première du film a lieu le 14 avril 2011. Après la première semaine dans les salles, le film s'est classé troisième au box-office russe et est devenu le film russe le plus rentable du printemps-été 2011. Le film, qui traite de la nature manipulatrice des médias et du déclin spirituel de la « génération Pepsi », est invité à figurer dans les programmes officiels de dizaines de festivals de premier plan dans le monde entier, notamment à Toronto, Varsovie, Bombay, New York et Palm Springs. Il a reçu le prix Na východ od západu au festival international du film de Karlovy Vary en 2011.
Pendant le tournage de Génération P, Guinzbourg a reçu de Viktor Pelevine un manuscrit du roman Empire V avec le commentaire qu'il contenait la réponse à la question principale de Génération P : « Qui dirige tout ? ». Selon le réalisateur, il n'avait pas l'intention de faire un autre film adapté de l'œuvre de Pelevine, mais ce manuscrit a déterminé son destin futur. Empire V sort en août 2023 au Kazakhstan.

## Filmographie

### Réalisateur
- 1993 : Le Jardin remuant (Нескучный сад)
- 2011 : Génération P (ЛGeneration П)
- 2023 : Empire V (Вратарь Галактики)